# 神田鐳蔵
神田 鐳蔵（かんだ らいぞう、1872年8月29日（明治5年7月26日）- 1934年（昭和9年）12月8日）は、明治から昭和にかけて日本の金融界で活躍した実業家。神田銀行創立者。

## 略歴

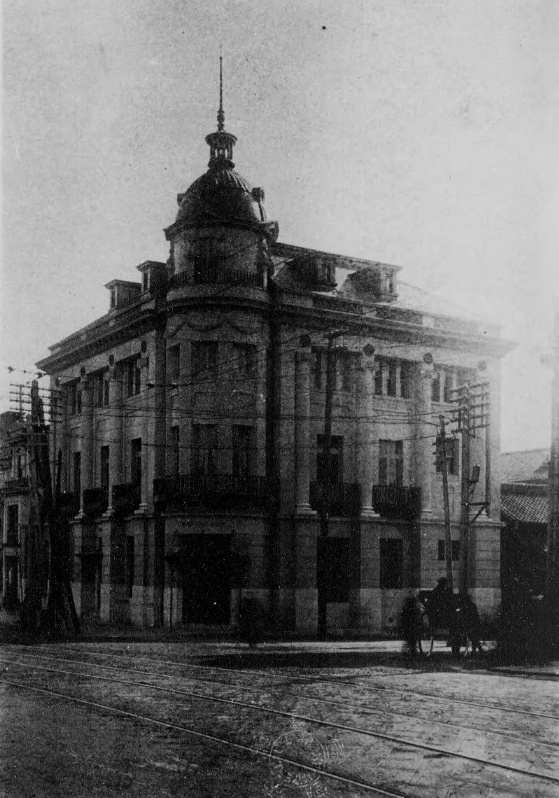
紅葉屋銀行

愛知県海東郡須成村（現・蟹江町）の酒造り「紅葉屋」の長男として生まれ、名古屋商業学校（現・名古屋市立名古屋商業高等学校）を経て、1893年に名古屋株式取引所の仲買人となり株で一儲けしたが破産し上京、1900年に有価証券仲買業「紅葉屋商店」創業、鉄道株で巨富を得る。同業者の排斥を受けるなか、渋沢栄一が設立した第一銀行の取引を得て、薄利であるため他の仲買人が敬遠していた公債取引で利益を上げた。1902年より「紅葉屋英文レポート」を発行して日本の証券を宣伝し、1904年に有価証券金庫銀行必要論を渋沢に陳情し知遇を得る。
1910年組織を改め(資)紅葉屋商会とし、翌年には国債証券の保護預りも行う紅葉屋銀行を設立、大蔵省勤務の帝大出を招いて担当させた。渋沢の支援で国債輸出などを行なって活躍し（英文レポートが功を奏し一時は外貨輸入の3分の1が神田によるものだった）、「証券界の鬼才」と呼ばれたが、株仲間からはその凄腕ぶりから兜猶（兜町のユダヤ人）とあだ名された。一方で、逗子開成中学校が1910年の七里ヶ浜ボート遭難事故で大きな負債を抱え廃校の危機に陥ったときには、負債の一部を肩代わりして同校校主となり、その窮状を救った。1912年に財界視察のため欧米諸国を巡遊。1914年に第2次大隈内閣が成立すると非募債主義から公債の用命がなくなり、政府筋とは疎遠となる。
1918年に銀行名を神田銀行と改め、1920年の農工貯蓄銀行破綻の際には負債を全額引き受け多くの預金者を救った。不動産や保険業でも成功したが1921年の金融恐慌により業績不振となり1927年に破産した。
破綻直前の1926年には、京都の浮世絵商・松木善右衛門から浮世絵を買い上げ、神田コレクションとしたが、破産により流出し、現在は平木浮世絵美術館が所有する。

## 親族
実家は明治5年で創業300年になると言われる酒造りの老舗で、父親の清三郞は家業のほか地元では儒者としても知られていた。
妻のさわ（1887年生）は、日本女子大学校を卒業。
岳父の清水百太郎は渋沢の第一銀行名古屋支店支配人だったが神田銀行に移り、幹部を務めた。妻の弟の清水景吉は鐳蔵が買収した東華生命保険の重役を務めた。
妻としたのは何人かいたようで、39歳のときには名家出身の妻を求める募集広告も出したという。庶子の神田俊二は俳優。